# Archleb ze Stařechovic

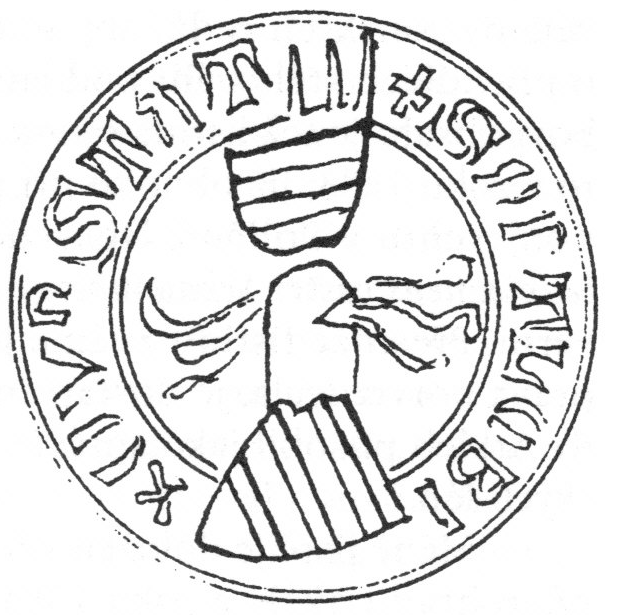
Pečeť Arkleba ze Stařechovic

Archleb ze Stařechovic (před 1347 – mezi 1384/1386), též Arkleb, byl moravský šlechtic pocházející ze stařechovicko-skalské větve rodu pánů z Kunštátu. První zmínka pochází z roku 1347, kdy svědčí na listině vydané v Olomouci. Jméno jeho otce není známo, ovšem v listinách se roku 1373 objevuje jméno progenitor Jan, jež označuje praotce. Jedná se v tomto případě o Jana z Kunštátu. Arkleb měl čtyři sourozence, dva bratry a dvě sestry, zmínky o nich jsou strohé. Někdy před rokem 1361 se začal Arkleb majetkově zajímat o oblast kolem Jimramova. Skupoval zde vesnice a jako centrum panství začal okolo roku 1380 stavět hrad Skály, který však dokončil až jeho syn Erhart ze Skal. Arkleb se nikdy po Skalách nejmenoval, vždy jen po Stařechovicích. Je však často zmiňován v listinách a díky majetkovému vzestupu se zařadil mezi přední pány. Účastnil se zasedání zemských sněmů a stal se uznávanou osobností. Poslední zmínka o Arklebovi pochází z roku 1386, v tomto roce byl Archleb již prokazatelně po smrti.

## Život
Narodil se někdy před rokem 1347 snad na tvrzi Stařechovice, kterou tato větev pánů z Kunštátu držela od roku 1281. První zprávu o něm máme z roku 1347, kdy se zúčastnil zemského sněmu, z toho roku pochází listina vydaná v Olomouci. Na dalších sněmech zasedal do roku 1380, kdy se stáhl do ústraní. Dne 5. února 1361 mu umírá první manželka, Jitka, a Archleb na její počest nechává v Jimramově (jedná se o nejstarší písemnou zmínku) zřídit nadaci. V této době také vlastnil Hluboké a polovinu osady Pičulín, kterou roku 1366 nabídl jako dědictví Sezemovi z Želovic. Druhou část osady odkoupil roku 1353 od Jimrama z Kamene Jan z Boskovic. Archleb následně začal skupovat majetky na Vysočině. Roku 1364 od Petříka a Jindřicha z Javorku odkoupil Javorek a pravděpodobně i ves Skály, poprvé zmiňovanou roku 1350. Roku 1365 od Jimrama z Pernštejna koupil za 10 hřiven pražských grošů část Jimramova. V roce 1368 se podruhé oženil, tentokrát s Eliškou. Ve stejném roce navíc zdědil část panství Kunštát. V průběhu 70. let se v listinách často objevuje jako svědek. Roku 1370 svědčil při prodeji Lhotky u Bystřice Erhartem z Bučovic Bočkovi z Kunštátu. V roce 1372 prodal svému panoši rychtu v Javorku a roku 1371 je svědkem při prodeji Zdětína u Ohrozimi augustiniánskému klášteru v Jevíčku za 6 kop platu. Pravděpodobně v této době byl také Bočkem z Kunštátu a Poděbrad vybrán za poručníka jeho dětí. Další záznam o Archlebovi najdeme k roku 1374 v půhonných knihách, když jej žalovala Kateřina z Kunštátu a Lysic, manželka Petra ze Sovince, která se nárokovala zboží v Lysicích, které Archleb zakoupil od Kuníka z Rychvaldu. Roku 1375 jej pak zažaloval žid Franclín z Olomouce. Roku 1386, kdy byl Archleb již prokazatelně po smrti, jej zažaloval Vítek ze Strážovic kvůli nezaplaceným 40 hřivnám.
Po změně politické situace na Moravě po smrti markraběte Jana Jindřicha roku 1375 se Archleb rozhodl, že si vybuduje opevněný hrad. Do té doby sídlil na tvrzi ve Stařechovicích, ale ta již podle všeho přestala vyhovovat. K jeho vybudování se vybral místo na okraji svých držav na Vysočině, které zahrnovali vsi Jimramov, Javorek, Pavlovice (dnes Jimramovské Pavlovice), Unčín (ten pravděpodobně nechal založit) a také nejspíš již zaniklou ves Skály, která pravděpodobně stávala v místech dnešních Jimramovských Pasek. Roku 1378 prodal Benešovi a Janovi z Vícova pět a půl lánu a dva podsedky v Bernově a také tvrz, dvůr a ves Ptení. Použité peníze posléze investoval do výstavby hradu Skály, jež začala někdy kolem roku 1380. První písemná zmínka o hradu pochází z roku 1384, kdy jej postoupil svým synům Erhartovi a Janovi. Zároveň je to poslední listina z doby, kdy Archleb žil.

## Příbuzní
Dědem Archleba byl pravděpodobně Jan z Kunštátu, zakladatel stařechovicko-skalské větve rodu pánů z Kunštátu.
Z historických pramenů víme, že Archleb měl bratra Hynka, poprvé zmiňovaného roku 1365, a dvě sestry – Jitku, která se roku 1358 provdala za Beneše ze Skryjí a poté ještě v roce 1379 za Bočka z Medlova, a ve zprávě z roku 1365 zmiňovanou Annu, manželku Ješka Šosle.
Arkleb po sobě zanechal syna Erharta ze Skal a Markétu, která byla abatyší v Sezemicích.